# Путятин, Григорий Васильевич
Григорий Васильевич Путятин — князь, воевода и наместник в царствование Ивана IV Грозного, сын князя В. Н. Путятина.

## Биография
Пожалован поместьем в Московском уезде (1550). Воевода «у наряду» под Выборгом (1553). Воевода в Юрьеве (1561). Воевода «у наряду» в Ливонском походе (1566), воевода в Ругодиве (1567). Наместник в Порхове (1570). В том же году отправлен с посольством в Польшу вместе с князем Г. Ф. Мещерским и князем И. М. Канбаровым. Они должны были заключить перемирие на три года и склонить польских и литовских магнатов в случае смерти короля Сигизмунда II Августа избрать на польский престол Ивана Грозного или его сына царевича Ивана Ивановича. Наместник в Орешке (1572), наместник в Орле (1576). Упоминается в числе новгородских помещиков служивших по выбору (1577).